# こんな未来は聞いてない!!
『こんな未来は聞いてない!!』（こんなみらいはきいてない）は、八寿子による日本の漫画作品。
2015年11月号より『ベツコミ』（小学館）にて連載が開始され、2018年5月号をもって完結。のちに2018年11月号から2019年1月号にかけて、各キャラクターのその後を描いた続編『こんな未来は聞いてない!! Return』が短期で連載された。単行本は全7巻。未来からやってきた30歳の自分に出会ったことをきっかけに、自身を見つめ直し、運命を変えようと奮闘する主人公の姿が描かれている。
2018年9月29日より動画配信サービスFODにてドラマ化された。

## あらすじ
花園佳代は幼なじみの相川真之介に思いを寄せていながらも、彼に異性として扱われていないことを自覚して以来、恋を諦め、他の男性と24～25歳くらいで結婚するという未来を想像していた。そんな佳代の前にある日、未来からやってきた30歳の佳代自身（通称：アラサー）が現れ、自分が30歳になっても独身だということ、さらに真之介が未来では高校時代から付き合っていた別の相手と結婚するという事実を告げられる。アラサーの言葉で自分の思いに改めて向き合った佳代は、彼女と共に真之介を振り向かせるべく行動を開始する。

## 登場人物
花園佳代（はなぞの かよ）
アラサー
相川真之介（あいかわ しんのすけ）
瀧涼一（たき りょういち）
櫛田陽

## 書誌情報
八寿子『こんな未来は聞いてない!!』〈小学館・フラワーコミックス〉 全7巻
第7巻には本編に加え、読切作品『まな板の上の高柳くん』（「ベツコミ」2018年8月号および9月号にて掲載）が収録されている。
1. 2016年4月26日発売、ISBN 978-4-09-138285-6[9]
2. 2016年9月26日発売、ISBN 978-4-09-138490-4[10]
3. 2017年3月24日発売、ISBN 978-4-09-139126-1[11]
4. 2017年7月26日発売、ISBN 978-4-09-139463-7[12]
5. 2017年12月26日発売、ISBN 978-4-09-139729-4[13]
6. 2018年5月25日発売、ISBN 978-4-09-870099-8[14]
7. 2019年1月25日発売、ISBN 978-4-09-870333-3[15]

## Webドラマ
2018年9月29日から12月1日まで、動画配信サービスFODのオリジナルドラマとして配信。その後10月12日よりフジテレビの「フジバラナイトFRI」枠にて地上波放送がスタートした。主演は田辺桃子、岐洲匠、神尾楓珠、田中芽衣、野呂佳代で、田辺にとっては初の主演作品となる。
本ドラマの制作にあたり、原作者である八寿子の許諾により副題として「SOUTHERN BEACH LOVE STORY」を冠している他、舞台を神奈川県茅ヶ崎市に設定するなどの改変がされており、撮影も市の観光協会の協力を得て全編茅ヶ崎市で撮影された。茅ヶ崎市を舞台とした理由について、本ドラマのプロデュースを務めた東康之は、自身が以前訪れた際「ここにしかない独特の非日常観が面白い」という印象を受け、同市を舞台とすることで「他作品にないアイデンティティーが作れると思った」と述べている。
また、本ドラマの主題歌である「ドンフィクション」は今作のために用意された書き下ろしの楽曲であり、同楽曲を歌うときめき♡宣伝部のメンバーが第9話にてカメオ出演を果たしている。

### キャスト
- 花園佳代 - 田辺桃子（小学生時代：釆沢真実[17]）
- 相川真之介 - 岐洲匠（小学生時代：高木勇真[17]）
- 瀧涼一 - 神尾楓珠
- 櫛田陽 - 田中芽衣
- 木沢瑠子 - 小西はる
- 片桐千尋 - 岡田香菜[17]
- 十文字一 - 吉田仁人(M!LK)
- 近藤沙耶 - 吉田志織
- 菊池明日香 - 小貫莉奈
- 剣崎好美 - ついひじ杏奈
- アラサー - 野呂佳代

その他出演
- 杉山咲月、吉田翔、イーデン・カイ、城戸愛莉、福島雪菜、安倍乙、天野心楽、古賀勇希、ときめき♡宣伝部

声の出演
- アプリの声 - 浦田わたる (本ドラマではナレーションも担当[16])

### スタッフ
以下、テレビドラマデータベースより引用。
- 原作：八寿子
- 編成：村上正成
- 脚本：三浦駿斗、木滝りま、今西祐子、角田ルミ
- 演出：池澤辰也、東田陽介（テレパック）、進藤丈広
- 助監督：深野剛義、井上由有子、佐藤みずき、工藤梨穂
- サーフィン監修：ドロン
- ビーチサッカー監修：櫻井大輔
- 美術プロデューサー：黒田享大
- 装飾：早坂英明
- 衣裳：金田あずさ、星野和美
- 小道具：盛麗依奈
- メイク：大岩乃里子
- 主題歌：ときめき♡宣伝部「ドンフィクション」
- 撮影協力：茅ヶ崎市漁業協同組合、文教大学湘南キャンパス、茅ヶ崎市教育委員会、茅ヶ崎市立第一中学校、イオンベーカリー、茅ヶ崎市屋内温水プール、茅ヶ崎迎賓館、茅ヶ崎市柳島キャンプ場、茅ヶ崎市立図書館、熊澤酒造株式会社、藤沢市ビーチサッカー協会 他
- プロデュース： 東康之（フジテレビ）
- プロデューサー：黒沢淳、東田陽介（テレパック）
- アソシエイトプロデューサー：下鳥真沙
- 協力：茅ヶ崎市、茅ヶ崎市観光協会
- 制作協力：テレパック
- 制作著作：フジテレビ

### 各話リスト
話数カウントは「Episode ○」。
| 話数       | 配信日         | サブタイトル                   | 脚本     | 演出     |
| ---------- | -------------- | ------------------------------ | -------- | -------- |
| Episode 1  | 2018年9月29日  | 未来からやって来た30歳のあたし | 三浦駿斗 | 池澤辰也 |
| Episode 2  | 2018年10月6日  | ファーストキスの危機           | 木滝りま | 池澤辰也 |
| Episode 3  | 2018年10月13日 | 公開告白                       | 今西祐子 | 進藤丈広 |
| Episode 4  | 2018年10月20日 | お泊り合宿の夜                 | 角田ルミ | 進藤丈広 |
| Episode 5  | 2018年10月27日 | 君の彼氏、僕の彼女             | 三浦駿斗 | 池澤辰也 |
| Episode 6  | 2018年11月3日  | もう、別れよう                 | 木滝りま | 池澤辰也 |
| Episode 7  | 2018年11月10日 | サザンCの約束                  | 今西祐子 | 東田陽介 |
| Episode 8  | 2018年11月17日 | 水着だらけの女騎馬戦           | 角田ルミ | 東田陽介 |
| Episode 9  | 2018年11月24日 | 愛する人、愛してくれる人       | 角田ルミ | 進藤丈広 |
| Episode 10 | 2018年12月1日  | 茅ヶ崎ラストラブ               | 今西祐子 | 東田陽介 |

### 放送局
| 放送局     | 放送日時                         | 放送期間                  | 系列           | ネット状況 |
| ---------- | -------------------------------- | ------------------------- | -------------- | ---------- |
| フジテレビ | 毎週土曜 24:55 - 25:25(金曜深夜) | 2018年10月13日 - 12月15日 | フジテレビ系列 | 制作局     |

### DVD-BOX
こんな未来は聞いてない!! ノーカット完全版DVD-BOX
ポニーキャニオンより2019年4月17日に発売。各3枚組。FODで配信されたオリジナルバージョンが収録されている。